# Leiothrix obtusifolia
Leiothrix obtusifolia är en gräsväxtart som beskrevs av Silveira. Leiothrix obtusifolia ingår i släktet Leiothrix och familjen Eriocaulaceae. Inga underarter finns listade i Catalogue of Life.